# Дубовичка
Дубовичка — деревня в Шумячском районе Смоленской области России. Входит в состав Понятовского сельского поселения. Население — 14 жителей (2007 год). 
Расположена в юго-западной части области в 8 км к юго-западу от Шумячей, в 0,1 км южнее автодороги А101 Москва — Варшава («Старая Польская» или «Варшавка»). В 9 км восточнее деревни расположена железнодорожная станция Понятовка на линии Рославль — Кричев. 

## История
В годы Великой Отечественной войны деревня была оккупирована гитлеровскими войсками в августе 1941 года, освобождена в сентябре 1943 года.

## Таможня
В деревне Дубовичка расположена российская таможня "Понятовка", а в паре км на запад - белорусская таможня "Звенчатка".